# Wilschanka (Schytomyr)

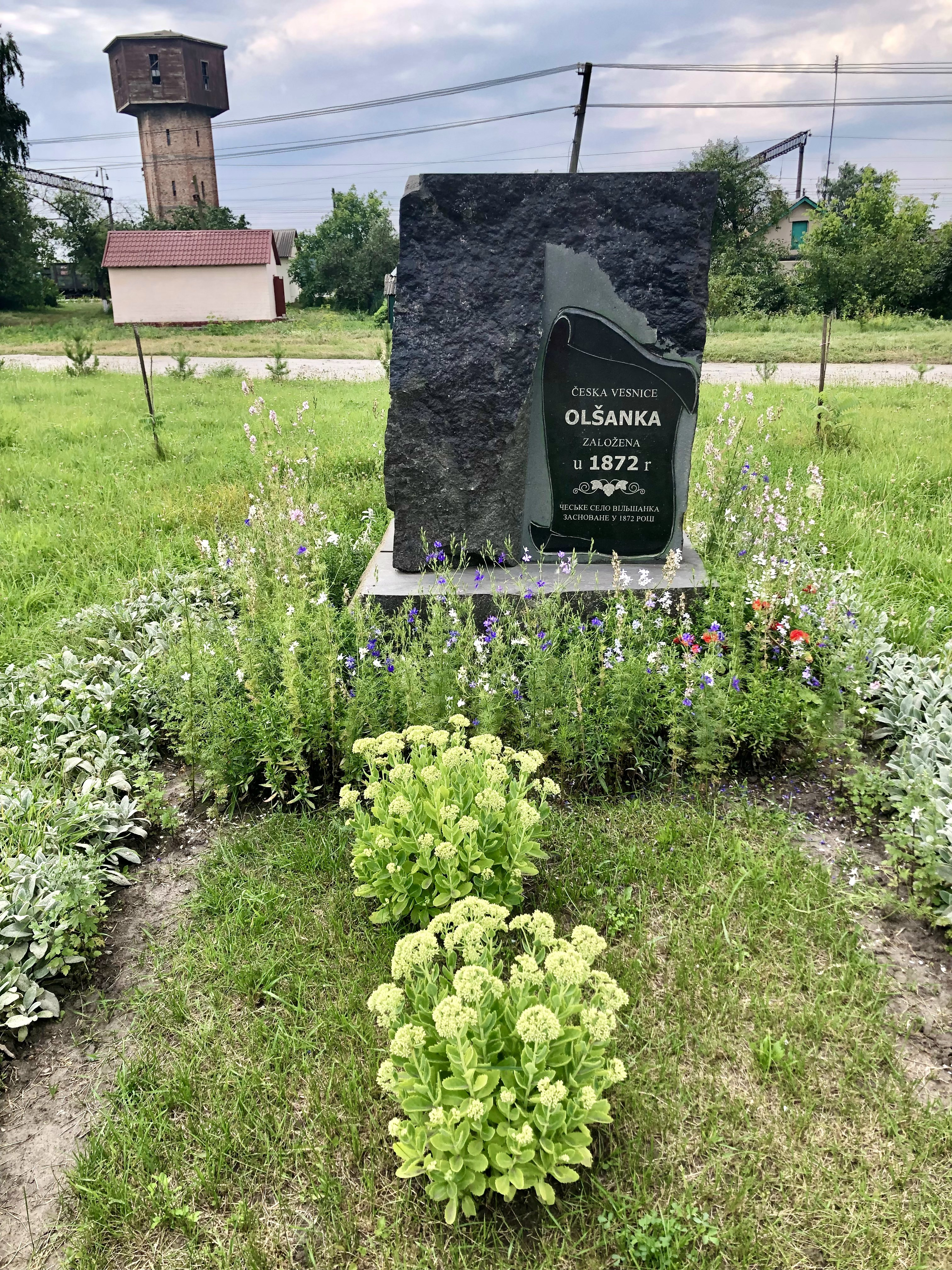
Gedenkstätte des tschechischen Dorfes Olšanka in Vil'shanka, Ukraine. Im Hintergrund ein nicht mehr genutztes Wasserreservoir in der Nähe des Bahnhofs Chudniv-Volynsky

Wilschanka (ukrainisch Вільшанка; russisch Ольшанка Olschanka, polnisch Olszanka) ist ein Dorf in der ukrainischen Oblast Schytomyr mit etwa 2000 Einwohnern.
Das erstmals 1795 schriftlich erwähnte Dorf liegt an der Bahnstrecke Kowel–Kosjatyn, 45 km südwestlich vom Rajon- und Oblastzentrum Schytomyr entfernt.
Es lag ab 1795 im russischen Gouvernement Wolhynien, war ab 1923 ein Teil der Ukrainischen SSR, seit 1991 dann Teil der heutigen Ukraine.

## Verwaltungsgliederung
Am 27. Juli 2018 wurde das Dorf zum Zentrum der neugegründeten Landgemeinde Wilschanka (ukrainisch Вільшанська сільська громада/Wilschanska silska silska hromada), zu dieser zählten auch noch die 6 in der untenstehenden Tabelle aufgelistetenen Dörfer, bis dahin bildete es die gleichnamige Landratsgemeinde Wilschanka (Вільшанська сільська рада/Wilschanska silska rada) im Zentrum des Rajons Tschudniw.
Am 12. Juni 2020 kamen noch die 5 Dörfer Dibriwka, Kilky, Mala Wolyzja, Podoljanzi und  Wolossiwka zum Gemeindegebiet.
Am 17. Juli 2020 kam es im Zuge einer großen Rajonsreform zum Anschluss des Rajonsgebietes an den Rajon Schytomyr.
Folgende Orte sind neben dem Hauptort Wilschanka Teil der Gemeinde:
| Name                     | Name        | Name                         |
| ukrainisch transkribiert | ukrainisch  | russisch                     |
| ------------------------ | ----------- | ---------------------------- |
| Bejsymiwka               | Бейзимівка  | Бейзимовка (Beisimowka)      |
| Dibriwka                 | Дібрівка    | Дибровка (Dibrowka)          |
| Halijiwka                | Галіївка    | Галиевка (Galijewka)         |
| Jassopil                 | Ясопіль     | Ясополь (Jasspol)            |
| Karpiwzi                 | Карпівці    | Карповцы (Karpowzy)          |
| Kilky                    | Кілки       | Колки (Kolki)                |
| Mala Wolyzja             | Мала Волиця | Малая Волица (Malaja Woliza) |
| Podoljanzi               | Подолянці   | Подолянцы (Podoljanzy)       |
| Troschtscha              | Троща       | Троща                        |
| Schewtschenka            | Шевченка    | Шевченко (Schewtschenko)     |
| Wolossiwka               | Волосівка   | Волосовка (Wolossowka)       |